# Charles Nelis
Charles Nelis (ur. 1875 w Brugii, zm. 1935) – belgijski lekarz, anatom, uczeń Arthura van Gehuchtena. Ukończył studia na Uniwersytecie Lowańskim (1900).

## Prace
- L'eau des puits artésiens de la ville de Bruges : étude critique (1908)
- Sur les ruines du Grand Sympathique (1926)
- Les complexes végétatifs mixtes présynaptiques (1926)
- Coup d'oeil sur l'Histoire de la Faculté de Médicine à la Nouvelle Université de Louvain (1927)